# Leon Wernic
Leon Marek Wernic (ur. 18 czerwca 1870 w Warszawie, zm. 4 września 1953 tamże) – polski lekarz dermatolog i wenerolog, eugenik.

## Życiorys
Syn fabrykanta instrumentów muzycznych Jana Adolfa Wernitza (Wernica) (1830–1907) i Natalii z Brandstaetterów. Studiował medycynę na Cesarskim Uniwersytecie Warszawskim, dyplom lekarski otrzymał w 1895 roku. Uzupełniał studia w Paryżu, Berlinie i Sankt Petersburgu. Pracę lekarza rozpoczął w szpitalu św. Rocha w Warszawie, następnie praktykował w Kaliszu i ponownie w Warszawie. W 1917 roku obronił rozprawę doktorską na Wydziale Lekarskim Uniwersytetu Jagiellońskiego. Ordynator szpitala św. Łazarza w Warszawie w którym pracował od 1904,  był również prezesem Towarzystwa Walki z Chorobami Wenerycznymi. Leon Wernic i Tomasz Janiszewski przyczynili się do utworzenia Ministerstwa Zdrowia Publicznego, a w 1922 założyli Polskie Towarzystwo Eugeniczne, które lobbowało za ustawodawstwem eugenicznym. W czasie II wojny światowej pracował w przychodni miejskiej, uczestniczył w powstaniu warszawskim. Po wojnie krótko pracował w Grójcu oraz w Przychodni „W” na Mokotowie. W roku akademickim 1948/1949 prowadził wykłady z eugeniki na Wydziale Lekarskim Uniwersytetu Warszawskiego. Zmarł w Warszawie, pochowany został na Cmentarzu ewangelicko-augsburskim (aleja 8, miejsce 27).
Jeden z jego synów Leon Leszek Mariusz w 1915 roku wstąpił do Polskiej Organizacji Wojskowej, walczył w szeregach Legionów Polskich oraz brał udział w wojnie polsko-bolszewickiej 1920, a w kampanii wrześniowej 1939 roku w obronie Warszawy. Drugi syn Wiesław Wernic (1906–1986) był dziennikarzem i pisarzem, autorem dwudziestu popularnych książek dla młodzieży o Dzikim Zachodzie. Wnuk, Andrzej Wernic (1930–2019), syn Leona Leszka Mariusza, był dziennikarzem i historykiem.

## Ordery i odznaczenia
- Złoty Krzyż Zasługi (13 kwietnia 1935)[5]

## Wybrane prace
- O konieczności wprowadzenia ustaw eugenicznych w Polsce. Eugenika Polska 20 (1), s. 3–21, 1938